# Mord auf Ex
Mord auf Ex ist ein deutschsprachiger True-Crime-Podcast mit den Journalistinnen Linn Schütze und Leonie Bartsch, der seit dem 11. November 2019 jeden Montag erscheint. Behandelt werden wahre Kriminalfälle aus aller Welt.

## Moderatorinnen

### Leonie Bartsch
Leonie Bartsch (* 1994 in Liesborn) wuchs im Münsterland auf. Nach dem Abitur am Gymnasium Johanneum in Wadersloh studierte sie Wirtschaftspolitik und Betriebswirtschaftslehre an den Universitäten Münster und Madrid. Anschließend studierte sie Literaturwissenschaften und Philosophie in Berlin. Sie schrieb als freie Journalistin unter anderem für Die Zeit und Die Welt. Bei einem Redaktions-Volontariat, das sie bei ProSiebenSat.1 Media absolvierte, lernte sie Linn Schütze kennen.

### Linn Schütze
Linn Schütze (* 1996 in Hamburg) studierte Kommunikationswissenschaft und Geschichte an der Universität Erfurt. Anschließend arbeitete sie bei der Produktionsfirma Maz & More TV Produktion in Berlin. Danach absolvierte sie ein Redaktions-Volontariat bei ProSiebenSat.1 Media und lernte dort Leonie Bartsch kennen.

## Geschichte

### Mord auf Ex
Da Bartsch und Schütze im Zuge ihres Volontariats gefallen an Produktionsarbeit fanden, entschlossen sie sich ein eigenes Projekt zu beginnen. Aufgrund persönlicher Begeisterung für True-Crime-Fälle beschlossen die beiden einen eigenen Podcast zu dem Thema zu starten. So begannen sie, nach der Arbeit Geschichten zu recherchieren, sich ein Konzept für ihren Podcast zu überlegen und die ersten Folgen aufzunehmen. Nachdem sie ihr Projekt der Podcast-Abteilung von Pro Sieben vorstellten, jedoch nicht von dem Konzept überzeugen konnten, luden sie die Folgen auf eigene Faust auf verschiedenen Plattformen hoch. Zwar erzielten die beiden so keine Durchbruchfolge, auch da sie sich nicht um Marketingaktivitäten kümmerten, jedoch entwickelte sich eine steigende Hörerzahlen, was Pro Sieben veranlasste auf die beiden zuzugehen.
2020 gründeten Bartsch und Schütze die Produktionsfirma Auf EX Productions.
2023 fand die 200. Folge „Böses Blut im Ballett“ in Begleitung des Philharmonischen Orchesters Kiel vor einem Livepublikum statt.
Unter der Seven.One Entertainment Group, einer Tochtergesellschaft der ProSiebenSat.1 Media, wird „Mord auf Ex“ seit 2019 durch virtuelle Live-Events, eine exklusive Reihe auf der ProSiebenSat.1-Plattform FYEO und um eine eigene Merchandising-Linie erweitert.
2020 bis 2022 nahm der Podcast „Mord auf Ex“ am 1LIVE Podcastfestival teil. 2022 und 2023 gingen die beiden mit ihrem Podcast auf Tournee.

### Zweitkanäle
Die Jägerin
2025 veröffentlichten die beiden den Investigativ-Podcasts „Die Jägerin“, bestehend aus fünf Folgen. Sie arbeiten unter anderem mit der SZ zusammen.
Die Nachbarn
2021 veröffentlichten Bartsch und Schütze den Investigativ-Podcast „Die Nachbarn“, bestehend aus fünf Folgen. Auf diesem Zweitkanal beschäftigten sie sich mit dem Doppelmord von Babenhausen. Im Zuge ihrer Recherche arbeiteten Bartsch und Schütze gemeinsam mit Pro Sieben an der Fernsehdokumentation „Unschuldig im Gefängnis“. Im Mai 2022 wurde der Podcast in der Kategorie Publikumspreis Wissen für den Deutschen Podcast Preis nominiert. Im September desselben Jahres folgte eine Fortsetzung unter dem Titel „Die Nachbarn - Neue Spuren“.
TRUE LOVE
Seit Oktober 2023 veröffentlichen Bartsch und Schütze jeden zweiten Freitag den Podcast „TRUE LOVE“ über wahre Liebesgeschichten. Dieser, einen Gegenpol zu „Mord auf Ex“ bildende, Podcast ist nach eigenen Angaben in der Produktion und Recherche aufwändiger als Bartschs und Schützes Hauptpodcast. Wie bei letzterem werden die beiden auch bei „TRUE LOVE“ mittlerweile von einem Team bei der Produktion und Recherche unterstützt.

## Inhalt
Das ursprüngliche Konzept des Podcasts „Mord auf Ex“ beruhte auf „True Crime und Drinks“, wovon sich auch der Titel des Podcasts ableitete, und der damit einhergehenden lockereren Stimmung  mit die Fälle besprochen wurden. Nach über 200 Folgen wird während der Podcast-Aufnahme jedoch nur noch sporadisch getrunken.
Jede Folge beginnt mit einem musikalischen Einspieler und einer anschließenden Begrüßung, gefolgt von Einblicken in die aktuelle Aufnahmesituation, das Erlebte oder das Privatleben der Podcasterinnen.
Anschließend berichtet Linn von einem „zu dumm zum Verbrechen“. In dieser Kategorie berichtet die Journalistin von einem Verbrechen, welches sehr dumm war. Dies wird sehr kurz gehalten und in nur ein paar Sätzen erzählt.
Pro Folge erzählt eine Sprecherin einen wahren, selbst recherchierten Fall. Dabei beziehen sie häufig Studien mit ein oder ziehen Parallelen zu bereits berichteten Verbrechen. Als Quellen für ihre Recherchen greifen sie auf Dokumentationen, Bücher, Artikel und originale Transkripte und Protokolle zurück und ordnen die Informationen in einen psychologischen oder historischen Kontext ein.
Über jeden Fall wird auf Grund von Hintergrundfakten diskutiert und auf allgemeine Fragen, welche sich durch bestimmte Themen stellen, eingegangen.
Am Ende jeder Folge gibt Leonie noch einen „Leos Tipp“, welcher nach eigenen Angaben zur Auflockerung zum Schluss dienen soll. In diesem empfiehlt die Journalistin einen „True-Crime-Tipp“, welcher den Hörern die Zeit bis zur nächsten Folge vertreiben soll.
Auf verschiedenen Plattformen, auf welchen „Mord auf Ex“ verfügbar ist, gibt es zu jeder Folge eine Kurzbeschreibung. Auf der Instagram-Seite wird zu jeder Folge ein Beitrag hochgeladen, bestehend aus Bildern zu dem Fall sowie einer Zusammenfassung.

## Reichweite und Rezeption
Im Januar 2023 erzielte der Podcast mit einer Aufrufzahl von circa 3,27 Millionen validen Downloads Platz 8 in der MA Podcast der Arbeitsgemeinschaft Media-Analyse (agma). Im November desselben Jahres erreichte der Podcast mit circa 3,8 Millionen validen Downloads Platz 6 in der MA Podcast. Im Februar 2024 lag der Podcast mit circa 4 Millionen valider Downloads auf Platz 4 in der MA Podcast.
Nach eigenen Angaben erzielt der Podcast zum Stand Februar 2024, eine monatliche Aufrufzahl von fast 5 Millionen Hörern.
Die deutsche Ausgabe der Zeitschrift Vogue nahm den Podcast im Januar 2024 in eine Auswahl der fünf besten True-Crime-Podcasts in der Kategorie „bester deutscher True-Crime-Podcast mit verschiedenen Fällen“ auf.
Für den „Aufbau eines Podcast-Imperiums“ wurden Bartsch und Schütze 2024 in die Forbes-Liste 30 unter 30 gewählt.

## Weitere Vermarktung
In der Spielereihe echoes des Spielwarenherstellers Ravensburger erschien ein kooperatives Audio Mystery Spiel unter dem Titel „echoes Mord auf Ex“. In dem Gesellschaftsspiel versuchen die Spieler angeleitet durch Bartsch und Schütze den Mord an dem britischen Aristokraten und langjährigen Unterhausabgeordneten Lord William Russell aus dem Jahr 1840 aufzuklären.
Nachdem eine Aschheimer Destillerie 2021 eine Mord-aus-Ex-Spezialedition eines ihrer Gin herausbrachte, brachte die Destillerie 2022 einen eigens kreierten blutroten Sloe Gin unter dem Namen „Mord auf Ex - Sloe Gin True Crime Edition“ heraus.

## Veröffentlichungen
- Leonie Bartsch, Linn Schütze: Mord auf Ex – Der Adventskalender. 24 tödlich gute Türchen. (116 Seiten, September 2022, ISBN 978-3-7423-2210-4)
- Leonie Bartsch, Linn Schütze: Mord auf Ex 2 – Der Adventskalender. Die Palmyra-Morde. (104 Seiten, September 2023, ISBN 978-3-7423-2489-4)

## Weblink
- https://www.aufex.de/